# Gonodonta avangareza
Gonodonta avangareza är en fjärilsart som beskrevs av William Schaus 1911. Gonodonta avangareza ingår i släktet Gonodonta och familjen nattflyn. Inga underarter finns listade i Catalogue of Life.